# Olympische Jugend-Sommerspiele 2010/Teilnehmer (Afghanistan)
| Gelbes Symbol für Goldmedaillen mit stilisierten Olympischen Ringen | Graues Symbol für Silbermedaillen mit stilisierten Olympischen Ringen | Braundes Symbol für Bronzemedaillen mit stilisierten Olympischen Ringen |
| ------------------------------------------------------------------- | --------------------------------------------------------------------- | ----------------------------------------------------------------------- |
| —                                                                   | —                                                                     | —                                                                       |

Die Jugend-Olympiamannschaft aus Afghanistan für die I. Olympischen Jugend-Sommerspiele vom 14. bis 26. August 2010 in Singapur bestand aus zwei Athleten, dem Boxer Muhammad Oryakhil und dem Leichtathleten Ahmad Farhad Nawabi, der als Fahnenträger bei der Eröffnungsfeier fungierte. Sie konnten keine Medaille gewinnen.

## Athleten nach Sportarten

### Boxen
Jungen
- Muhammad Oryakhil
Halbweltergewicht (bis 64 kg): 6. Platz

### Leichtathletik
Jungen
- Ahmad Farhad Nawabi
100 m: 31. Platz